# NGC 7496
NGC 7496 este o interacting galaxies⁠(d) situată în constelația Cocorul. A fost descoperită în 1834 de către John Herschel. Se află la o distanță de 7,4 megaparseci de Pământ.